# Vinca difformis subsp. difformis
Vinca difformis subsp. difformis é uma subespécie de planta com flor pertencente à família Apocynaceae. 
A autoridade científica da subespécie é Pourr..
Os seus nomes comuns são alcangorça, alcongosta, congorça, congossa, congossa-maior, erva-concorça, erva-congorça, erva-da-inveja, pervinca, salva-da-inveja ou vinca.

## Portugal
Trata-se de uma subespécie presente no território português, nomeadamente no Arquipélago dos Açores.
Em termos de naturalidade é introduzida na região atrás indicada.

## Protecção
Não se encontra protegida por legislação portuguesa ou da Comunidade Europeia.